# James Anderson (tennista)
James Outram Anderson (Enfield, Nova Gal·les del Sud, 17 de setembre de 1894 − Gosford, 22 de desembre de 1973) fou un jugador de tennis australià.
En el seu palmarès destaquen tres títols individuals de Grand Slam en tres finals disputades, i també dos títols de dobles masculins de sis finals disputades.
Va formar part de l'equip australià de Copa Davis, inicialment també equip d'Australàsia, i va participar en el títol aconseguit en l'edició de 1919.
Es va casar amb Maud Irene Whitfield el 24 de març de 1917, amb la qual va tenir cinc fills. Després de la mort de la seva muller l'any 1955, es va casar amb Mabel Little el 18 de novembre de 1957.
Va entrar a l'International Tennis Hall of Fame l'any 2013.

## Torneigs de Grand Slam

### Individual: 3 (3−0)
| Resultat  | Núm. | Any  | Campionat                      | Oponent             | Marcador                |
| --------- | ---- | ---- | ------------------------------ | ------------------- | ----------------------- |
| Guanyador | 1.   | 1922 | Australasian Championships     | Gerald Patterson    | 6−0, 3−6, 3−6, 6−3, 6−2 |
| Guanyador | 2.   | 1924 | Australasian Championships (2) | Richard Schlesinger | 6−3, 6−4, 3−6, 5−7, 6−3 |
| Guanyador | 3.   | 1925 | Australasian Championships (3) | Gerald Patterson    | 11−9, 2−6, 6−2, 6−3     |

### Dobles masculins: 6 (2−4)
| Resultat  | Núm. | Any  | Campionat                      | Parella         | Oponents                         | Marcador                 |
| --------- | ---- | ---- | ------------------------------ | --------------- | -------------------------------- | ------------------------ |
| Finalista | 1.   | 1919 | Australasian Championships     | Arthur Lowe     | Pat O'Hara Wood Ronald Thomas    | 5−7, 1−6, 9−7, 6−3, 3−6  |
| Finalista | 2.   | 1922 | Australasian Championships (2) | Norman Peach    | John Hawkes Gerald Patterson     | 10−8, 0−6, 0−6, 5−7      |
| Guanyador | 1.   | 1922 | Wimbledon                      | Randolph Lycett | Pat O'Hara Wood Gerald Patterson | 3−6, 7−9, 6−4, 6−3, 11−9 |
| Guanyador | 2.   | 1924 | Australasian Championships     | Norman Brookes  | Pat O'Hara Wood Gerald Patterson | 6−2, 6−4, 6−3            |
| Finalista | 3.   | 1925 | Australasian Championships (3) | Fred Kalms      | Pat O'Hara Wood Gerald Patterson | 4−6, 6−8, 5−7            |
| Finalista | 4.   | 1926 | Australasian Championships (4) | Pat O'Hara Wood | John Hawkes Gerald Patterson     | 1−6, 4−6, 2−6            |

## Palmarès

### Equips: 2 (1−1)
| Resultat  | Núm. | Data                      | Torneig                             | Superfície | Equip                                            | Oponents                                                       | Marcador |
| --------- | ---- | ------------------------- | ----------------------------------- | ---------- | ------------------------------------------------ | -------------------------------------------------------------- | -------- |
| Guanyador | 1.   | 16 − 21 de gener de 1920  | Copa Davis, Sydney, Austràlia       | Gespa      | Norman Brookes Gerald Patterson                  | Alfred Beamish Algernon Kingscote Arthur Lowe                  | 4−1      |
| Finalista | 1.   | 1 − 5 de setembre de 1922 | Copa Davis, Nova York, Estats Units | Gespa      | Pat O'Hara-Wood Gerald Patterson Rupert Wertheim | Bill Johnston Bill Tilden Vincent Richards Richard N. Williams | 1−4      |